# Semen Stepanovyč Hulak-Artemovs'kyj
Semen Stepanovyč Hulak-Artemovs'kyj, indicato anche come Artemovs'kyj (in ucraino Семен Степанович Гулак-Артемовський?; Horodyšče, 16 febbraio 1813 – Mosca, 17 aprile 1873), è stato un baritono, compositore, attore teatrale e drammaturgo ucraino che visse e lavorò nell'Impero russo.

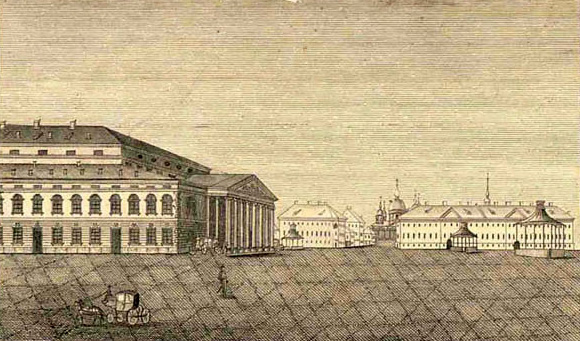
L'Opera di Corte di San Pietroburgo nel 1825

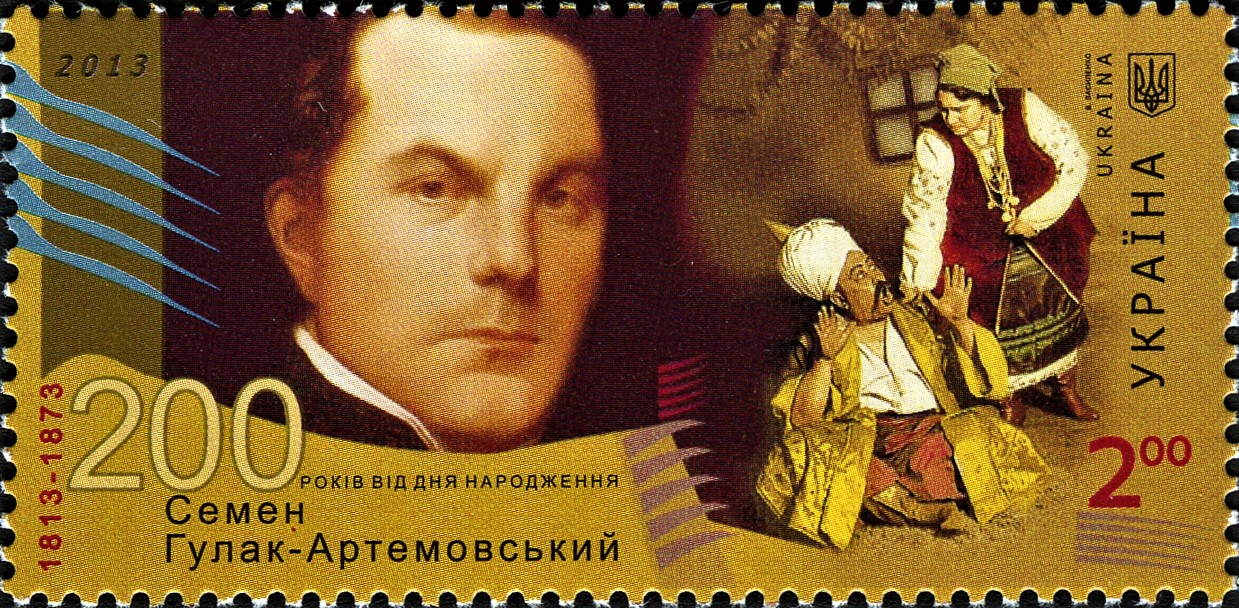
Francobollo bicentenario ucraino con un'immagine di Hulak-Artemovs'kyj e una scena della sua opera

È noto principalmente per la sua opera comica Zaporožec' za Dunajem (Un Cosacco zaporožiano al di là del Danubio), nonché per il suo talento drammatico e la sua voce baritonale potente e ricca. Era il nipote del poeta Petro Hulak-Artemovs'kyj e amico intimo di Taras Hryhorovyč Ševčenko.

## Biografia
Hulak-Artemovs'kyj nacque a Horodyšče, Governatorato di Kiev (oggi in Ucraina indipendente) dalla famiglia di un sacerdote e studiò al Seminario Teologico di Kiev dal 1835 al 1838. Avendo attirato l'attenzione di Michail Glinka, il giovane Semen fu portato nella capitale dell'impero, San Pietroburgo nel 1838 per ricevere una formazione vocale direttamente da Glinka, nonché l'ingresso nel Coro della Cappella Imperiale. L'anno successivo Hulak-Artemovs'kyj partì per continuare i suoi studi in Italia. Verso la fine del suo soggiorno in quel paese, iniziò a esibirsi in opere liriche a Firenze. Al suo ritorno a San Pietroburgo nel 1842 Hulak-Artemovs'kyj divenne solista dell'Opera Imperiale al Teatro Imperiale Bol'šoj Kamennyj, posizione che mantenne per 22 anni. Nel 1852 e nel 1853 cantò ruoli nelle prime due opere di Anton Rubinštejn, Demetrio di Russia e Fomka il matto.
Hulak-Artemovs'kyj si esibì al Teatro Bol'šoj di Mosca dal 1864 al 1865. Ha interpretato oltre cinquanta ruoli operistici durante la sua carriera, tra cui Ruslan in Ruslan e Ljudmila di Glinka, Masetto nel Don Giovanni di Mozart, così come Antonio e Lord Ashton nella Linda di Chamounix e Lucia di Lammermoor di Donizetti.
Compositore di opere, oltre che di musica vocale e strumentale, Hulak-Artemovs'kyj compose la sua opera fondamentale, Zaporožec' za Dunajem, nel 1864, dopo aver completato il libretto nel 1862.
La sua amicizia con Taras Hryhorovyč Ševčenko iniziò nell'autunno del 1838, dopo un incontro casuale a San Pietroburgo. L'amicizia per tutta la vita continuò durante l'incarcerazione di Ševčenko e il successivo rilascio e si dice che abbia fortemente influenzato la visione del mondo di Hulak-Artemovs'kyj. Dedicò la sua canzone Un albero di acero si erge sul fiume (in ucraino Стоїть явір над вoдoю?, Stoït' javir nad vodoju) a Ševčenko.
Hulak-Artemovs'kyj morì all'età di 60 anni a Mosca.

## Opere
- Nozze ucraine (in ucraino Українcькe Beciлля?, Ukraïns'ke vesillja) fu rappresentata per la prima volta nel 1851, con Hulak-Artemovs'kyj nel ruolo del suocero.
- La vigilia di Ivan Kupala (in ucraino Hiч на Iвaна Kyпaлa?, Nič na Ivana Kupala) fu rappresentata per la prima volta nel 1852
- Un zaporogo oltre il Danubio (in ucraino Запорожець за Дунаєм?, Zaporožec' za Dunajem, anche chiamata Cosacchi in esilio) fu rappresentata per la prima volta il 26 aprile 1863 a San Pietroburgo, con Hulak-Artemovs'kyj nel ruolo di Karas'.